# Mîroliubivka, Pișceanka
Mîroliubivka (în ucraineană Миролюбівка) este o comună în raionul Pișceanka, regiunea Vinnița, Ucraina, formată numai din satul de reședință.

## Demografie
Componența lingvistică a satului Mîroliubivka
     Ucraineană (97,93%)
     Rusă (2%)
     Alte limbi (0,07%)
Conform recensământului din 2001, majoritatea populației satului Mîroliubivka era vorbitoare de ucraineană (97,93%), existând în minoritate și vorbitori de rusă (2%).